# 군산소방서
군산소방서(群山消防署, Gunsan Fire Station)는 전북특별자치도 군산시를 관할하는 전북특별자치도 소방본부 산하의 소방서이다.
소방서장은 소방정으로 보한다.

## 조직
| - 소방행정과 - 소방행정계 - 예산장비계 | - 대응구조과 - 대응구조계 - 예방안전계 | - 현장기동단 - 지휘조사팀 |

## 관할센터 및 관할구역
군산소방서는 8개의 119안전센터와 1개의 구조대를 산하에 두고 있다.
| 명칭                  | 사진 | 주소           | 관할구역                                                                                   | 지역대        |
| --------------------- | ---- | -------------- | ------------------------------------------------------------------------------------------ | ------------- |
| 사정119안전센터       |      | 번영로 308     | 조촌동, 개정동, 흥남동, 월명동 일부, 수송동 일부, 삼학동 일부, 중앙동 일부, 회현면, 옥산면 | 회현119지역대 |
| 대야119안전센터       |      | 대야관통로 134 | 대야면, 개정면, 나포면, 서수면, 임피면                                                     | 서수119지역대 |
| 경암119안전센터       |      | 구암 3.1로 147 | 경암동, 구암동, 경장동, 성산면, 중앙동 일부                                                |               |
| 소룡119안전센터       |      | 공단대로 632   | 소룡동 일부, 옥서면                                                                        | 옥서119지역대 |
| 금동119안전센터       |      | 군산창길 1     | 삼학동 일부 월명동 일부, 신풍동 일부, 중앙동 일부, 해신동 일부                             |               |
| 지곡119안전센터       |      | 백토로 223     | 나운동, 수송동 일부, 신풍동 일부, 옥구읍                                                   |               |
| 비응119소방정안전센터 |      | 새만금북로 43  | 소룡동 일부, 옥도면 소방정은 전라북도 일원                                                 |               |
| 항만119안전센터       |      | 임해로 462     | 소룡동 일부, 내초동, 산북동                                                                |               |
| 군산소방서 119구조대  |      | 번영로 308     | 전북특별자치도 군산시 일원                                                                 |               |

## 사건사고
- 2012년 7월 20일 냉각수 저장 탱크에 질식한 인부를 구조하던 도중 1명이 순직하였다.[4]

## 같이 보기
- 대한민국 소방청
- 대한민국의 소방
- 소방관 계급